# Just Cause
Just Cause é um filme de 1995 que fala sobre um professor de Direito contrário à pena de morte recebe um apelo desesperado para salvar um homem condenado à cadeira elétrica. Ele passa a investigar o caso, mas entra em confronto com um xerife que tem certeza de que ele é o culpado. Com Sean Connery, Laurence Fishburne, Kate Capshaw e Ed Harris.

## Sinopse
Um conceituado professor de Harvard (Sean Connery), que não advoga há 25 anos e é contra a pena de morte, é convencido, após uma relutância inicial, em tentar obter provas que provem a inocência de um jovem negro, que está no corredor da morte acusado de ter estuprado e assassinado de forma extremamente brutal uma jovem. À medida que ele investiga uma série de revelações surpreendentes vem à tona.

## Elenco
- Sean Connery (Paul Armstrong)
- Blair Underwood (Bobby Earl)
- Laurence Fishburne (Xerife Tanny Brown)
- Kate Capshaw (Laurie Armstrong)
- Ed Harris (Blair Sullivan)
- Christopher Murray (Detetive T.J. Wilcox)
- Ruby Jee (Evangeline)
- Scarlett Johansson (Kate Armstrong)
- Hope Lange (Libby Prentiss)
- Daniel J. Travanti (Warden)
- Ned Beatty (McNair)
- Liz Torres (Delores Rodrigus)
- Lynne Thigpen (Ida Conklin)
- Taral Hicks (Lena Brown)
- Victor Slezak (Sargento Rogers)
- Chris Sarandon (Lyle Morgan)